# アウトロー (1976年の映画)
『アウトロー』（The Outlaw Josey Wales）は、クリント・イーストウッド監督・主演のアメリカ合衆国の映画。1976年製作の西部劇。

## 概要
アメリカ建国200年記念として製作された西部劇。南北戦争後の時代を舞台として描かれた作品。第49回アカデミー賞では作曲賞にノミネートされている。また、1996年にはアメリカ議会図書館に永久保存するフィルムに選ばれている。
1975年の小説『The Rebel Outlaw: Josey Wales』（フォレスト・カーター：著）をイーストウッドが映画化。公開された当時は既に西部劇はほとんど作られなくなっていたが、広範囲なロケによって西部の広大な風景が画面に映し出され、単なる復讐活劇とは違う、その時代の様々な歪みや人々の苦悩とたくましさが描かれた名作である。
冒頭、主人公の息子役で登場するのはイーストウッドの実息であり、後にジャズ・ミュージシャンとして活動を始めるカイル・イーストウッドである。また、本作をきっかけにイーストウッドとソンドラ・ロックは交際を始めることとなる。

## あらすじ
1860年代なかばのミズーリ州。南北戦争の混乱のさなか、北軍の名を借りたならず者集団レッド・レッグスが、各地で暴行・略奪を繰り返していた。彼らに妻と息子を殺され、重傷を負った農夫ジョージー・ウェールズ（クリント・イーストウッド）も、彼らへの復讐のために集まったウィリアム・ブラッディ・ビル・アンダーソン率いるミズーリのゲリラ部隊に加わって北軍と戦い、その早撃ちを知られるようになっていく。
やがて戦争は終わり、リーダー格のフレッチャー（ジョン・ヴァーノン）の説得により、部隊はジョージーを除いて全員北軍に投降する。ところが北軍は、独善的なレーン上院議員の指示の下、フレッチャーとの約束を破り、投降してきた部隊を犯罪者扱いで皆殺しにしてしまう。
負傷した若者ジェイミー(サム・ボトムズ)だけは救い出したジョージーであったが、北軍から追われる身の二人は、仲間の復讐どころではなく、インディアン居住区を目指して身を隠す旅に出る。
ジョージーに部隊の大半を倒されてしまい、怒りに燃える上院議員の指示で、レッド・レッグスのリーダーながらも北軍の大尉に納まっていたテリル（ビル・マッキニー）は、裏切り者に仕組まれたフレッチャーを伴い、ジョージー達の追跡を始める。
クリントネーションという街でもお尋ね者のジョージーの名は轟いていたが交易所の親父には顔まで知られて居なかった。しかし酒売りに顔がばれて、ひと悶着のうえ逃げ出す。
サンタリオという町に行き着き、カンザスから牧場を作りにやって来た老婆一行や現地住民の男女らと共に町の外れで一旦落ち着くが、アメリカ先住民コマンチ族に襲撃されそうになり、酋長テン・ベアーズ（ウィル・サンプソン)に申し入れ、共に生きようと誓い合う。
しかし、やはり牧場コミュニティから立ち去ろうとするジョージー。追っ手一味がやって来て「やっと一人になったな」と取り囲まれるが、仲間達が砲撃でジョージーと共に応戦し撃退。サンタリオにフレッチャーが訪れ捜索をするが、宿酒場に集った町の者たちはジョージーが死んだと証言する。その場にジョージが居るのだがフレッチャーも何も見なかったように振る舞い去る。ジョージーも「皆、戦争の犠牲者だ」と言って独り立ち去る。

## 人物
農夫ゲリラ部隊（南軍）
- ジョージー・ウェールズ（英語版）　妻と息子リルを持つ農夫
- フレッチャー　リーダー
- アンダースン、ウィリアム、ブラッディ、ビル
- ジェイミー　若者。負傷したところをジョージーに助けられる

北軍側の人々
- レーン　上院議員
- テリル　北軍大尉、野盗「レッドレッグス」リーダー

クリントネーションの交易所
- ズーキー　ジョージーに写真を売りつける店主
- 酒売りの親父

逃避行中に出会う人々
- ”ブラッディ”・ビル・アンダーソン　孤高の賞金稼ぎ
- ローン・ワティ　白髪のネイティブ。チェルシー族
- アルとヨーク　酒場のワル二人　ムーンライトを襲う
- ムーンライト　ナバホ族の女、ワティをチェロキー族酋長と思っている
- セーラ　　夫ダニエルズと娘を連れた老婦
- ローラ・リー　セーラの娘

サンタリオ（酒も無い寂れた町）
- チャト、トラビス、テンスポット、ローズ
- テン・ベアーズ　コマンチの酋長
- 賞金稼ぎ二人組　撃たれる者、逃げて通報する者

## スタッフ
- 製作：ロバート・デイリー
- 製作総指揮：ジェームズ・ファーゴ/ジョン・G・ウィルソン
- 監督：クリント・イーストウッド
- 原作：フォレスト・カーター
- 脚色：フィリップ・カウフマン/ソニア・シャーナス
- 撮影：ブルース・サーティース
- 編集：フェリス・ウェブスター
- 音楽：ジェリー・フィールディング

## キャスト
| 役名                   | 俳優                         | 日本語吹替                                                                   | 日本語吹替                                                        | 日本語吹替 |
| 役名                   | 俳優                         | TBS版                                                                        | テレビ朝日版                                                      |            |
| ---------------------- | ---------------------------- | ---------------------------------------------------------------------------- | ----------------------------------------------------------------- | ---------- |
| ジョージー・ウェールズ | クリント・イーストウッド     | 山田康雄                                                                     | 山田康雄                                                          |            |
| ローン・ウェイティ     | チーフ・ダン・ジョージ       | 千葉順二                                                                     | 千葉耕市                                                          |            |
| ローラ・リー           | ソンドラ・ロック             | 佐藤雅子                                                                     | 勝生真沙子                                                        |            |
| テリル大尉             | ビル・マッキーニー           | 飯塚昭三                                                                     | 加藤精三                                                          |            |
| フレッチャー           | ジョン・ヴァーノン           | 大宮悌二                                                                     | 坂口芳貞                                                          |            |
| サラ                   | ポーラ・トルーマン           | 島美弥子                                                                     | 麻生美代子                                                        |            |
| ジェイミー             | サム・ボトムズ               | 鈴置洋孝                                                                     | 曽我部和恭                                                        |            |
| リトル・ムーンライト   | ジェラルディン・キームス     | 尾崎桂子                                                                     | 佐々木るん                                                        |            |
| パーシー・ロング       | ウッドロウ・パーフレイ       |                                                                              |                                                                   |            |
| ローズ                 | ジョイス・ジェイムソン       |                                                                              | 吉田理保子                                                        |            |
| トラヴィス・コッブ     | シェブ・ウーリー             |                                                                              |                                                                   |            |
| テン・スポット         | ロイヤル・ダノ               |                                                                              |                                                                   |            |
| ケリー                 | マット・クラーク             |                                                                              |                                                                   |            |
| チャト                 | ジョン・ヴェロス             |                                                                              |                                                                   |            |
| テン・ベアー           | ウィル・サンプソン           | 峰恵研                                                                       | 細井重之                                                          |            |
| シム・カーステアーズ   | ウィリアム・オコンネル       |                                                                              |                                                                   |            |
| グラニー・ホーキンス   | マドリン・テイラー・ホームズ |                                                                              |                                                                   |            |
| シリル・E・フォアボー  | ジョン・クエイド             |                                                                              |                                                                   |            |
| ジェイムズ・H・レーン  | フランク・スコフィールド     |                                                                              |                                                                   |            |
| 店主                   | バック・カルタリアン         |                                                                              |                                                                   |            |
| 不明 その他            | N/A                          | 石井敏郎 村松康雄 池田勝 幹本雄之 笹岡繁蔵 広瀬正志 峰あつ子 田口昴 屋良有作 | 山中康司 池田勝 藤本譲 石井敏郎 上田敏也 渡部猛 広瀬正志 鈴置洋孝 |            |
| 日本語版スタッフ       |                              |                                                                              |                                                                   |            |
| 演出                   | 演出                         | 佐藤敏夫                                                                     | 田島荘三                                                          |            |
| 翻訳                   | 翻訳                         | 佐藤一公                                                                     | 宇津木道子                                                        |            |
| 効果                   | 効果                         | 桜井俊哉 遠藤堯雄                                                            | 近藤勝之                                                          |            |
| 制作                   | 制作                         | 東北新社                                                                     | コスモプロモーション                                              |            |
| 解説                   | 解説                         | 荻昌弘                                                                       | 淀川長治                                                          |            |
| 初回放送               | 初回放送                     | 1981年6月8日 『月曜ロードショー』21:02-22:55                                 | 1986年9月7日 『日曜洋画劇場』                                     |            |

※BDにはTBS版が収録。(約97分)

## 評価
レビュー・アグリゲーターのRotten Tomatoesでは42件のレビューで支持率は90%、平均点は8.00/10となった。Metacriticでは9件のレビューを基に加重平均値が69/100となった。